# Чишкинское сельское поселение
Чишкинское се́льское поселе́ние — муниципальное образование в Шатойском районе Чечни Российской Федерации.
Административный центр — село Чишки.

## История
Статус и границы сельского поселения установлены Законом Чеченской Республики от 20 февраля 2009 года № 12-РЗ «Об образовании муниципального образования Грозненский район и муниципальных образований, входящих в его состав, установлении их границ и наделении их соответствующим статусом муниципального района и сельского поселения».
1 января 2020 года сельское поселение передаётся из состава Грозненского района в Шатойский район.

## Население
| 2010  | 2012  | 2013  | 2014  | 2015  | 2016  | 2017  |
| ----- | ----- | ----- | ----- | ----- | ----- | ----- |
| 1673  | ↗1785 | ↗1915 | ↘1898 | ↗1949 | ↗1961 | ↗1978 |
| 2018  | 2019  | 2020  | 2021  | 2023  | 2024  |       |
| ↗1990 | ↗2020 | ↗2040 | ↘2027 | ↗2059 | ↗2076 |       |

## Населённые пункты
| № | Населённый пункт | Тип населённого пункта | Население |
| - | ---------------- | ---------------------- | --------- |
| 1 | Пионерское       | село                   | ↗304      |
| 2 | Чишки            | село                   | ↗1186     |

В декабре 2020 года населённый пункт ДТС «Чишки» Чишкинского сельского поселения был упразднён и 1 января 2021 года исключён из реестра населённых пунктов.